# Емгерст (Вірджинія)
Емгерст (англ. Amherst) — місто (англ. town) в США, в окрузі Амгерст штату Вірджинія. Населення — 2110 осіб (2020).

## Географія
Емгерст розташований за координатами 37°34′55″ пн. ш. 79°3′7″ зх. д. / 37.58194° пн. ш. 79.05194° зх. д. (37.581894, -79.051995).  За даними Бюро перепису населення США в 2010 році місто мало площу 12,73 км², з яких 12,69 км² — суходіл та 0,04 км² — водойми.

## Демографія
Згідно з переписом 2010 року, у місті мешкала 2231 особа в 936 домогосподарствах у складі 550 родин. Густота населення становила 175 осіб/км².  Було 1032 помешкання (81/км²).
Расовий склад населення:
| - 70,4 % — білих - 24,7 % — чорних або афроамериканців - 0,8 % — корінних американців - 0,6 % — азіатів - 1,1 % — осіб інших рас |

До двох чи більше рас належало 2,5 %. Частка іспаномовних становила 2,3 % від усіх жителів.
За віковим діапазоном населення розподілялося таким чином: 20,2 % — особи молодші 18 років, 53,8 % — особи у віці 18—64 років, 26,0 % — особи у віці 65 років та старші. Медіана віку мешканця становила 46,6 року. На 100 осіб жіночої статі у місті припадало 84,2 чоловіків;  на 100 жінок у віці від 18 років та старших — 80,6 чоловіків також старших 18 років.
Середній дохід на одне домашнє господарство  становив 56 361 долар США (медіана — 49 960), а середній дохід на одну сім'ю — 65 019 доларів (медіана — 54 784). Медіана доходів становила 37 071 долар для чоловіків та 38 551 долар для жінок. За межею бідності перебувало 5,8 % осіб, у тому числі 7,0 % дітей у віці до 18 років та 1,8 % осіб у віці 65 років та старших.
Цивільне працевлаштоване населення становило 955 осіб. Основні галузі зайнятості: освіта, охорона здоров'я та соціальна допомога — 35,8 %, виробництво — 14,9 %, мистецтво, розваги та відпочинок — 11,0 %, роздрібна торгівля — 8,3 %.